# Austropsyche bifurcata
Austropsyche bifurcata är en nattsländeart som först beskrevs av Kimmins in Mosely och Douglas E. Kimmins 1953.  Austropsyche bifurcata ingår i släktet Austropsyche och familjen ryssjenattsländor. Inga underarter finns listade i Catalogue of Life.